# Bulletin du Muséum National d'Histoire Naturelle
Bulletin du Museum National d'Histoire Naturelle (abreviado Bull. Mus. Natl. Hist. Nat., B, Adansonia) es una revista editada por el Museo Nacional de Historia Natural de Francia. Se editaron quince volúmenes en los años 1981 a 1996 con el nombre de Bulletin du Muséum National d'Histoire Naturelle. Section B, Adansonia: Botanique Phytochemie. Fue precedido por Bulletin du Muséum d'Histoire Naturelle y reemplazada por Adansonia.